# Митко Стоев
Митко Иванов Стоев е български офицер, генерал-майор от Държавна сигурност.

## Биография
Роден е на 1 декември 1926 г. в ямболското село Меден кладенец. Служител на Държавна сигурност. В периода 29 декември 1973 г. (заповед №3958) – 13 декември 1988 г. е началник на Окръжното управление на МВР в Ямбол. След преминаването на окръзите в области от 13 декември 1988 (заповед №4014) до 1 юни 1990 г. е началник на Областното управление на МВР в Ямбол.